# لي فولر
لي فولر (بالإنجليزية: Lee Fowler)‏ (10 يونيو 1983 في المملكة المتحدة - ) هو لاعب كرة قدم بريطاني في مركز الوسط. شارك مع منتخب ويلز تحت 21 سنة لكرة القدم. أما مع النوادي، فقد لعب مع أكسفورد يونايتد وذا نيو سينتس وفوريست غرين وكوفنتري سيتي ونادي بيرتن ألبيون ونادي دونكاستر روفرز ونادي ريكسهام ونادي كرولي تاون ونيوبورت كونتي وهدرسفيلد تاون ونادي سكاربورو ونادي كيترينغ تاون وCefn Druids A.F.C. ‏ وHalesowen Town F.C. ‏ ونادي كيدرمينستر هاريرز لكرة القدم ونونيتون بورو ‏ ونادي تاموورث وفليتوود تاون وCirencester Town F.C. ‏.

## وصلات خارجية
- لي فولر على موقع قاعدة بيانات كرة القدم.إي يو (الإنجليزية)
- لي فولر على موقع Soccerbase.com (لاعب) (الإنجليزية)